# Tarsonops clavis
Tarsonops clavis is een spinnensoort in de taxonomische indeling van de Caponiidae.
Het dier behoort tot het geslacht Tarsonops. De wetenschappelijke naam van de soort werd voor het eerst geldig gepubliceerd in 1924 door Ralph Vary Chamberlin.